# Amagami-san Chi no Enmusubi
Amagami-san Chi no Enmusubi (甘神さんちの縁結び lit. El emparejamiento de las Amagami-san?), también conocida como Tying the Knot with an Amagami Sister en inglés, es una serie de manga japonés escrito e ilustrado por Marcey Naito. Se publicó originalmente como un one-shot en la revista Shūkan Shōnen Magazine de Kōdansha en diciembre de 2020, antes de comenzar a publicarse en la misma revista el 21 de abril de 2021. La serie se ha recopilado en ocho volúmenes tankōbon hasta el momento. Una adaptación de la serie al anime de Drive se estrenó el 2 de octubre de 2024.

## Argumento
La serie sigue a Uryū Kamihate, un estudiante de secundaria que tiene como objetivo aprobar los exámenes de ingreso a la escuela de medicina de la Universidad de Kioto. Después de vivir en un orfanato durante gran parte de su vida tras la muerte de su madre, llega a vivir al Santuario Amagami, donde los sacerdotes principales le piden que se case con una de sus tres nietas. Uryū y las hermanas Amagami también tienen que lidiar con varios problemas, como que el santuario esté en peligro de cerrarse debido a problemas financieros. A través de flashforwards, se da a entender que Uryū eventualmente se casará con una de las hermanas.

## Personajes
Uryū Kamihate (上終 瓜生 Kamihate Uryū?)
 Seiyū: Sōnosuke Hattori (cómic de voz), Ryōta Suzuki (anime), Branden Loera (Inglés), Brandon Montor (español latino)
Un estudiante de secundaria que aspira a ingresar a la facultad de medicina de la Universidad de Kioto. Se inspiró para convertirse en médico después de la muerte de su madre. A pesar de estar absorto en el estudio la mayor parte del tiempo, logró vincularse con las hermanas Amagami a pesar de su comienzo difícil y está destinado a casarse con una de ellas para continuar con el legado del Santuario Amagami. Es muy capaz de hacer las tareas del hogar y cocinar, lo que las hermanas Amagami adoran mucho. Un chiste recurrente de Uryu que gira en torno a él es que queda atrapado en una situación incómoda con las hermanas Amagami, quienes siguen reprendiéndolo por ser un pervertido.
Yae Amagami (甘神 夜重 Amagami Yae?)
 Seiyū: Miyu Tsuji (cómic de voz), Ai Kayano (PV1), Sumire Uesaka (anime), Monica Rial (Inglés) Dolores Mondragón (español latino)
La hija mayor y estudiante de arte en una universidad. Yae es una persona despreocupada que suele dejar sus pertenencias desordenadas. Su estilo pictórico principal es el arte abstracto. Yae nació de Daijiro Ichijoji y Ushio Ichijoji como Reiko Ichijoji (乗寺澪子, Ichijōji Reiko). Fue criada bajo condiciones extremadamente estrictas, siendo obligada a aprender y practicar artes tradicionales, y siempre bajo vigilancia. Una fatídica noche, logró escapar de todas sus restricciones y se encontró con un joven Uryuu Kamihate. Se pensó que ella desahogaría su presión acumulada ese día, pero el día finalmente terminó cuando la familia Ichijoji recuperó el control sobre ella. Sin embargo, este acto, visto como rebelde para Ushio, la llevó a ceder la custodia de Reiko al Santuario Amagami, donde fue acogida por Chiharu Amagami y rebautizada como Yae Amagami. Ella ha estado enamorada de Uryuu desde su breve encuentro y eso la llevó a volverse más decidida y más despreocupada, lo que le permitió dejar atrás su infancia oscura, lo que ayuda a dar forma a su personalidad actual.
Yuna Amagami (甘神 夕奈 Amagami Yuna?)
 Seiyū: Miyu Tsuji (cómic de voz), Sora Amamiya (PV1), Kaede Hondo (anime) Hayden Daviau (Inglés) Yetzary Olcort (español latino)
La segunda hermana, que tiene un historial académico pobre. Es una chica seria y piadosa. Tiene un fuerte sentido de responsabilidad y a veces es estricta, pero se preocupa por sus hermanas y el santuario más que nadie. Es una chica expresiva a la que le encantan los gatos y se divierte mucho en los cafés para gatos. Ella a menudo regaña a Uryuu por ser un pervertido, aunque más adelante se enamora de él. Se revela después que su nombre real es Nadeshiko Kurama (鞍馬撫子, Kurama Nadeshiko), hija de Keito y Nao Kurama, quienes eran dueños y operaban Keito's Yarns, una tienda de fibras textiles especializada en productos tejidos a mano. Sin embargo, eran una familia pobre con poco dinero a su nombre y no podían permitirse cosas como el mantenimiento adecuado de la tienda o alimentos de mejor calidad. Aun así, eran muy cariñosos con su hija, especialmente su padre Keito, quien tejía enormes animales de peluche para ella. Más tarde fue adoptada por la familia Amagami por Chiharu Amagami y rebautizada como Yuna Amagami. Sin embargo, por razones aún no explicadas, no recuerda nada de su pasado antes de su adopción.
Asahi Amagami (甘神 朝姫 Amagami Asahi?)
 Seiyū: Miyu Tsuji (cómic de voz), Ayane Sakura (PV1), Shion Wakayama (anime) Abigail Blythe (Inglés) Krishna Tapia (español latino)
La hermana menor, que es miembro del club de atletismo de su escuela. Es una estudiante madura de secundaria a pesar de su edad. Sin embargo, tiene un complejo por sus pequeños pechos. Se enamoró de Uryū después del incidente que involucró un bucle temporal. Más tarde se revela que ella también fue adoptada en la familia Amagami y que nació como Miyuki Kiyomizu (清水 美雪, Kiyomizu Miyuki), hija de Ginji Kiyomizu y Aoi Kiyomizu. Ella fue descuidada por ambos padres, ya que su madre viajaba a menudo al extranjero durante años y su padre adulaba obsesivamente a su esposa. Como resultado, a menudo la dejaban al cuidado de una guardería cuando Ginji no la recogía. Finalmente, su madre los abandonó a ambos y nunca más se los volvió a ver, lo que resultó en que él fuera el único padre de Asahi. Una fatídica noche, después de que la dejaran nuevamente en la guardería, Asahi se escondió en el cobertizo de su familia para vengarse de su padre por descuidarla. Sin embargo, cuando amaneció, se encontró con Chiharu Amagami, quien venía a adoptarla formalmente en lugar de la familia Kiyomizu. Enfurecida, comenzó a correr, desahogando la ira reprimida.
Chidori Amagami (甘神 千鳥 Amagami Chidori?)
 Seiyū: Sōnosuke Hattori (cómic de voz), Bin Shimada (anime), Kenny Green (Inglés) Jorge Roig (español latino)
El abuelo de las hermanas Amagami y el sacerdote principal del Santuario Amagami, quienes comenzaron a cuidar a las hermanas luego de la muerte de su madre.
Mahiru Anekōji (姉小路 舞昼 Anekōji Mahiru?)
 Seiyū: Nana Mizuki, Denisse Leguizamo (español latino)
Una doctora y la madre del dormitorio del orfanato donde solía alojarse Uryū. Ella fue quien animó a Uryū a quedarse en el Santuario Amagami.
Yomiko Tsukigami (月神 読子 Tsukigami Yomiko?)
 Seiyū: Yui Horie
Una sacerdotisa mayor del Santuario Tsukigami y mentora de las hermanas Amagami.
Shirahi Tsuruyama (鶴山 白日 Tsuruyama Shirahi?)
 Seiyū: Chika Anzai, Lucía Suárez (español latino)
Amiga de la infancia de Uryu del orfanato que comparte su sueño de ingresar a la facultad de medicina de la Universidad de Kioto. Está enamorada de Uryu desde que estaban en el orfanato y está consternada por su nueva relación con las hermanas Amagami.
Miemon Kitashirakawa (北白川 みえもん Kitashirakawa Miemon?)
 Seiyū: Kōji Yusa, Gerardo Ortega (español latino)
El jefe de la familia Kitashirakawa, que supervisa la Asociación de la Industria Tradicional de Kioto.
Mitsuko Umenoki (梅ノ木 みつ子 Umenoki Mitsuko?)
 Seiyū: Ayasa Itō
Una amiga cercana de Yuna, cuya casa familiar es una tienda de dango y su cabello es conocido por su peinado estilo moño.
Makoto Takeda (竹田 真恋人 Takeda Makoto?)
 Seiyū: Haruka Shiraishi
Amiga de la infancia y mejor amiga de Yae. Asiste a la Facultad de Medicina de la Universidad de Kyoto.
Karen Matsugazaki (松ヶ崎 カレン Matsugazaki Karen?)
 Seiyū: Natsuko Abe
Hija del zaibatsu Matsugasaki y compañera de clase de Asahi.
Daijiro Ichijoji (一乗寺大志郎 Ichijoji Daijiro?)
Es el trigésimo presidente de la Universidad Nacional de Kioto y el patriarca de la familia Ichijoji. También es el padre biológico de Reiko Ichijoji, también conocida como " Yae Amagami ".
Ushio Ichijoji (一乗寺 丑織 Ichijoji Ushio?)
 Seiyū: Kikuko Inoue
Es la señora de la familia Ichijoji y la madre biológica de Reiko Ichijoji, también conocida como " Yae Amagami ". Ella obligaba a su hija a aprender y practicar artes tradicionales y siempre la vigilaba constantemente. Luego de que un día Yae huyera de sus resposabilidades, Ushio la echó de la casa y la desheredó, enviándola al Santuario Amagami. Sin embargo, a pesar de ello, Ushio enviaba en secreto a sus guardias para que la observaran constantemente.

## Contenido de la obra

### Manga
Amagami-san Chi no Enmusubi está escrito e ilustrado por Marcey Naito, quien anteriormente había trabajado como asistente de Negi Haruba en Go-Tōbun no Hanayome. Se publicó originalmente como un one-shot en la revista Shūkan Shōnen Magazine de Kōdansha, como parte de una competencia con otras tres oportunidades únicas en las que los lectores podían votar sobre cuál sería la serializada. Amagami-san Chi no Enmusubi recibió la mayor cantidad de votos entre los lectores y comenzó a publicarse en la misma revista el 21 de abril de 2021. Para promocionar el manga, se lanzó un video cómico con voz en el canal oficial de YouTube de Shūkan Shōnen Magazine el 8 de abril de 2021. Kōdansha recopilado sus capítulos individuales en volúmenes tankōbon. El primer volumen se lanzó el 16 de julio de 2021; además de que se publicaron anuncios con Ai Kayano, Sora Amamiya y Ayane Sakura para conmemorar el lanzamiento del primer volumen. Hasta el momento se han publicado ocho volúmenes.
| Volúmenes de manga publicados | Volúmenes de manga publicados | Volúmenes de manga publicados |
| Número                        | Fecha de publicación          | ISBN                          |
| ----------------------------- | ----------------------------- | ----------------------------- |
| 1                             | 16 de julio de 2021           | ISBN 978-4-06-524041-0        |
| 2                             | 17 de septiembre de 2021      | ISBN 978-4-06-524831-7        |
| 3                             | 17 de noviembre de 2021       | ISBN 978-4-06-525934-4        |
| 4                             | 17 de febrero de 2022         | ISBN 978-4-06-526899-5        |
| 5                             | 17 de mayo de 2022            | ISBN 978-4-06-527924-3        |
| 6                             | 17 de julio de 2022           | ISBN 978-4-06-528496-4        |
| 7                             | 16 de septiembre de 2022      | ISBN 978-4-06-529127-6        |
| 8                             | 16 de diciembre de 2022       | ISBN 978-4-06-529935-7        |
| 9                             | 16 de marzo de 2023           | ISBN 978-4-06-530972-8        |

### Anime
Se anunció una adaptación de la serie al anime durante una transmisión en vivo que celebró el segundo aniversario del manga y el cumpleaños de Naito el 21 de abril de 2023. Está producida por Drive y dirigida por Yūjirō Abe, con Hiroshi Watanabe como asistente de dirección, Yasuko Aoki escribiendo los guiones, Haruko Iizuka diseñando los personajes, y Ryo Kawasaki y Tomoyuki Kono componiendo la música. Se estrenó el 2 de octubre de 2024 en TV Tokyo. Tendrá una duración de 24 episodios. El tema de apertura es «Yawaku Koishite ~Zutto Bokura de Iraremasu yō ni~» (やわく恋して ～ずっと僕らでいられますように～?), interpretado por Momoiro Clover Z, mientras que el tema de cierre es «Kimi ni Koi o Musunde» (君に恋を結んで?), interpretado por Sumire Uesaka, Kaede Hondo y Shion Wakayama como sus respectivos personajes. Crunchyroll obtuvo la licencia de la serie fuera de Asia. Plus Media Networks Asia obtuvo la licencia de la serie en el Sudeste Asiático.
El 18 de septiembre de 2024, Crunchyroll anunció que la serie había recibido un doblaje en español latino, la cual se estrenó el 22 de octubre.